# Karoline Hafner

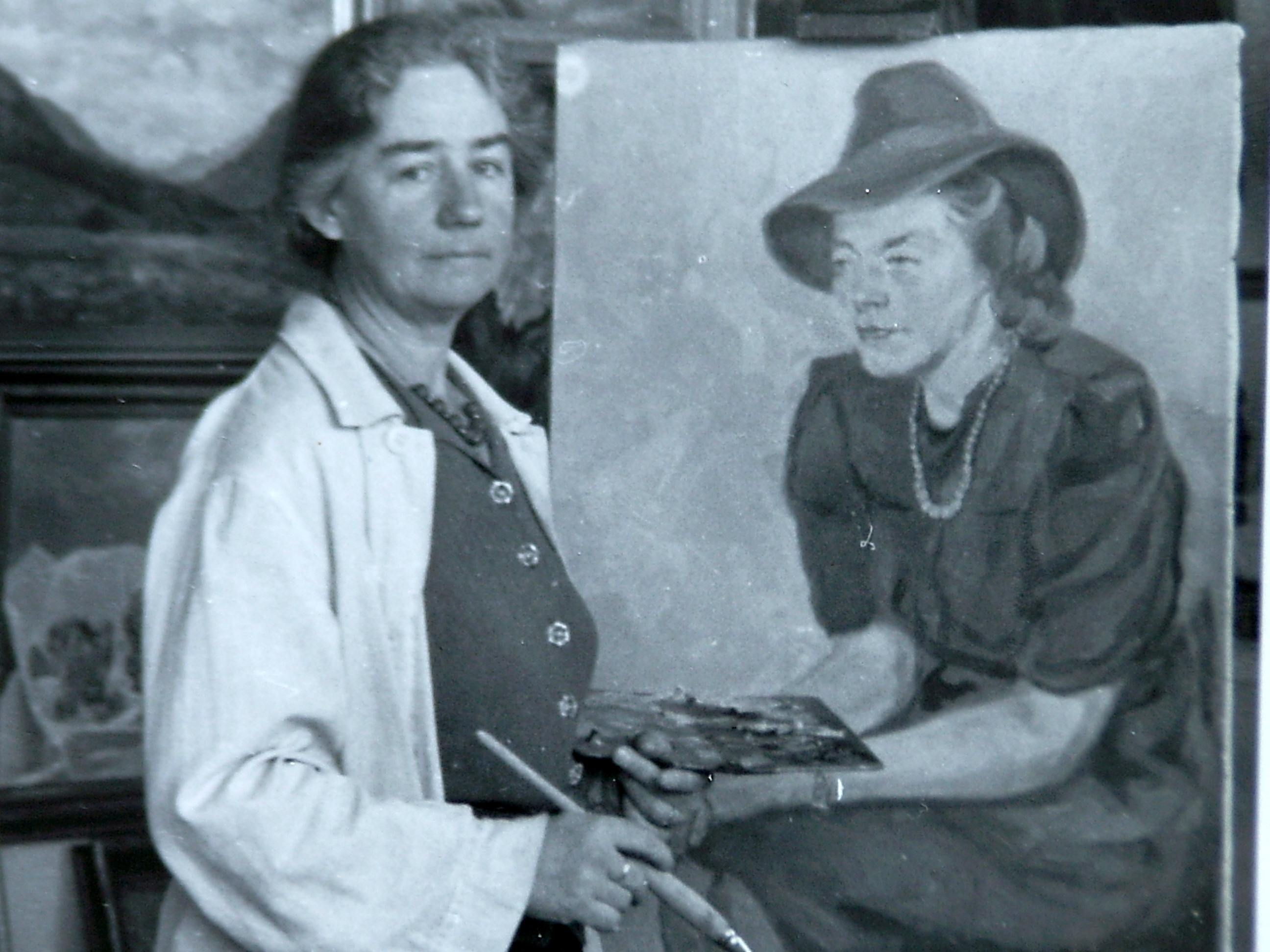
Karoline Hafner-Scholz bei der Arbeit

Karoline Hafner-Scholz (* 8. April 1898 in Wien; † 26. November 1984 ebenda) war eine österreichische Malerin.

## Leben
Karoline Scholz war Schülerin von Richard Harlfinger. Sie war Mitglied der Vereinigung bildender Künstlerinnen Österreichs.
Als Frau des Malers Rudolf Hafner fiel es ihr nicht leicht, sich mit ihren Arbeiten durchzusetzen. Sehr häufig wurden in den Ausstellungen ihres Ehemanns auch ihre Bilder mit großem Erfolg gezeigt.
Ab 1924 nahm sie regelmäßig an Ausstellungen teil, z. B. im Künstlerhaus Theseustempel, in der Kunsthalle Zedlitzgasse, in Stockholm, in Bozen, in der Niederösterreichischen Landesausstellung, im Palais Palffy, im Historischen Museum der Stadt Wien u. a.
Ihre Bilder sind im Besitz in- und ausländischer Sammlungen und Museen. Allein das Niederösterreichische Landesmuseum besitzt 39 ihrer Werke.
Die Bilder von Hafner-Scholz werden fallweise bei Themenausstellungen gezeigt, so z. B. bei der Sonderausstellung des Wien-Museums Künstlerinnen in Österreich in der Hermes-Villa.
Eine tief empfundene Liebe zur Natur verband das Künstlerehepaar auch in seinem künstlerischen Schaffen und findet in allen Bildern der Malerin einen starken Ausdruck.
Die Bilder sind vorwiegend Gebirgslandschaften. Sie spiegeln die österreichische Landschaft, wobei die Verbindung des Gesehenen auch bei ihr immer mit einer unverkennbaren Stimmung verbunden ist und den besonderen Reiz dieser Bilder ausmacht.
Karoline Hafner-Scholz malte ebenfalls Genrebilder. Sie malte Bauernhäuser, Küchen und Stuben, sowie Menschen an ihrem Arbeitsplatz.

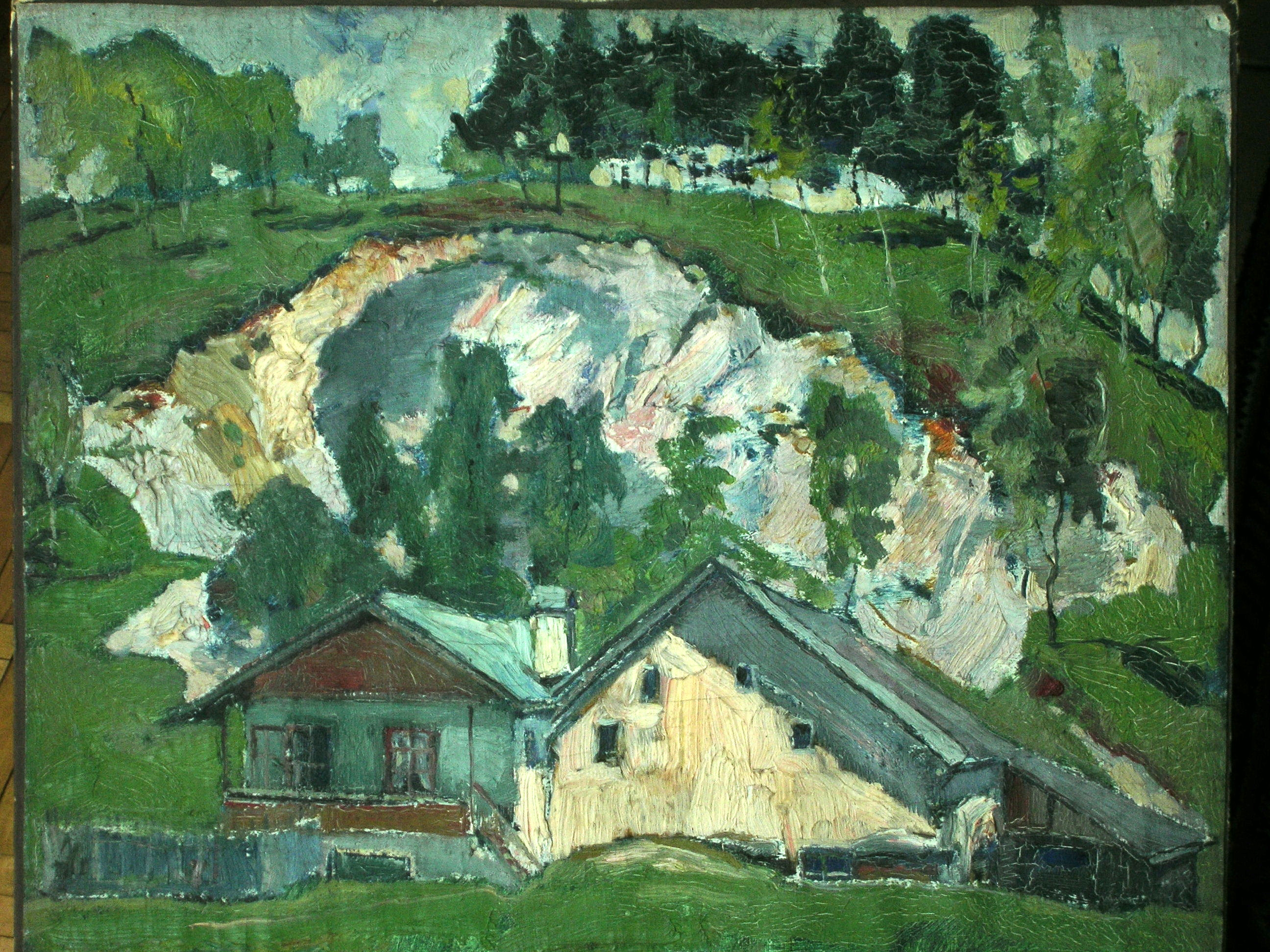
K.Hafner-Scholz: Bauernhäuser in Seefeld

Weiteres Motiv ihrer Bilder sind Blumen, deren Vielfalt sie gefühlvoll aber dennoch präzise dargestellt zum Ausdruck brachte.
Während Rudolf Hafner eher kräftig und pastös malte, vertrat sie die lyrische Note. Ihre Blumenbilder zeigen ihre sichere und leichte Pinselführung bei Aquarellen.
Sie war auch eine treffsichere Porträtmalerin.